# Лоренц Бельгійський
Принц Лоренц Бельгійський (нар. 16 грудня 1955) — член королівської родини Бельгії, чоловік принцеси Астрід — дочки короля Альберта II й сестри Філіпа I. Онук останнього австро-угорського імператора Карла I. Має титул ерцгерцога Австрійського-Есте.

## Життєпис
Принц Лоренц народився 16 грудня 1955 року в місті Булонь-Біянкур регіону Іль-де-Франс, Франція. Його батьками були Роберт, ерцгерцог Австрійський-Есте, син останнього австро-угорського імператора Карла I, та принцеса Маргарита Савойська-Аоста. Повне ім'я, дане принцові при народженні: Лоренц Отто Карл Амадео Тадей Марія Пій Андреас Маркус д'Авіано. Хрещеними батьками ерцгерцога стали Отто фон Габсбург, старший брат батька, та принцеса Марія Крістіна Савойська-Аоста — молодша сестра матері.
Початкову та середню освіту здобув у Франції. Після цього проходив військову службу в полку альпійських мисливців Збройних сил Австрії, потім — навчався в університетах Санкт-Галлена (Швейцарія) та Інсбрука (Австрія), де здобув ступінь магістра економіки та політики.
З 1983 року принц проживав у Базелі, Швейцарія, та працював у приватному банку E. Gutzwiller & Cie. Banquiers. З 1990 року він був генеральним партнером банку.
1984 року Лоренц Габсбург одружився з бельгійською принцесою Астрід — дочкою тодішнього принца Альберта (майбутнього короля Альберта II). Родина проживала в Базелі. 1991 року з Конституції Бельгії прибрали положення про салічний закон успадкування престолу, тож принцеса Астрід увійшла до лінії престолонаслідування. 1993 року подружжя переселилося до Брюсселя, столиці Бельгії, й відтоді принц Лоренц супроводжує свою дружину на офіційних заходах. 1995 року король Альберт II надав Лоренцу титул принца Бельгії.
1989 року Лоренц та його дядько за батьковою лінією, австрійський ерцгерцог Карл Людвіг, подали до Європейської комісії з прав людини позов проти Австрійської Республіки щодо заборони перебування нащадків династії Габсбургів на території країни, встановленої за Габсбурзьким законом від 1919 року. Комісія відхилила позов.
З 2004 року принц Лоренц є почесним президентом Королівської асоціації історичних будівель та садів Бельгії, з 2005 — патроном асоціації «Europae Thesauri», що займається церковними скарбами та музеями. Також принц Лоренц був одним із заступників голови Товариства друзів (Société des Amis) Готського альманаху. 2015 року принц був призначений членом Коронної ради Румунії.

## Шлюб та діти
22 вересня 1984 року ерцгерцог Лоренц одружився з бельгійською принцесою Астрід — дочкою тодішнього наступника престолу, згодом короля Альберта II та його дружини Паоли. У шлюбі народилося п'ять дітей:
- принц Амадео[en] (нар. 21 лютого 1986);
- принцеса Марія Лаура (нар. 26 серпня 1988);
- принц Йоахім Карл (нар. 9 грудня 1991);
- принцеса Луїза Марія (нар. 12 жовтня 1995);
- принцеса Летиція Марія (нар. 23 квітня 2003).

## Титули
10 листопада 1995 року король Альберт II надав Лоренцу титул принца Бельгії. Також бельгійський королівський дім титулує принца австрійським титулом ерцгерцога Австрії-Есте.

## Нагороди
- Бельгія: Орден Леопольда I (2000)[16]
- Іспанія: Орден Громадянських заслуг (2000)[17]
- Дім Габсбургів: Орден Золотого руна[18]
- Португалія: Орден інфанта Енріке (2006)[19]
- Єрусалимський Орден Святого Гробу Господнього (2023)[20]
- Почесний лицар Тевтонського ордену[21]